# UIT-R BT.601-7
La Recomendación UIT-R BT.601-7, antiguamente denominada CCIR 601, es la primera recomendación sobre televisión digital, realizada por el antiguo CCIR (actualmente denominado como ITU-R: Sector de Radiocomunicaciones) de la Unión Internacional de Telecomunicaciones (UIT) que se refiere al muestreo de las señales de vídeo y audio. Se aplica solamente en los estudios de televisión, sin llevar a cabo ningún tipo de compresión. Dicha norma ha ido evolucionando desde que fue creada, en los años 80, lo que hace imprescindible especificar la familia de parámetros a los cuales hace referencia, como la relación de aspecto (4:3 o 16:9) hasta el submuestreo de las componentes de color que se aplica.
UIT recomienda que este documento sea usado como base para los estándares de codificación digital, en los estudios de televisión en países que utilicen sistemas de 525 y 625 líneas, además de que especifica métodos para la codificación digital de señales de vídeo. Incluye una relación de la frecuencia de muestreo de 13,5 MHz para la señal componente de luminancia, con una relación de aspecto de 4:3 y 16:9. Para sistemas que requieren una resolución horizontal mayor, hay una alternativa cuya frecuencia de muestreo es de 18 MHz para una relación de aspecto de 16:9.

## Definición de las señales digitales de luminancia y crominancia a partir de las analógicas
Para definir las señales digitales de luminancia y de diferencia de color denotadas como {\displaystyle Y}, {\displaystyle C_{R}} y {\displaystyle C_{B}}, se debe partir de las señales analógicas primarias con corrección gamma previamente denotadas como {\displaystyle E'_{R}}, {\displaystyle E'_{G}} y {\displaystyle E'_{B}}, que indican los componentes de los colores primarios de luz (RGB). Estas señales son combinadas como se explica a continuación.

### Construcción de las señales de luminancia y de diferencia de color
La señal de luminancia analógica, a partir de los componentes con corrección gamma, se obtiene mediante la fórmula:
Posteriormente, las señales de diferencia de color analógicas, son obtenidas mediante la diferencia algebraica de los componentes de color rojo y azul con la luminancia:
{\displaystyle \left\{{\begin{aligned}E'_{R}-E'_{Y}&=E'_{R}-(0.299E'_{R}+0.587E'_{G}+0.114E'_{B})\\&=0,701E'_{R}-0,587E'_{G}-0,114E'_{B}\\\\E'_{B}-E'_{Y}&=E'_{B}-(0.299E'_{R}+0.587E'_{G}+0.114E'_{B})\\&=-0.299E'_{R}-0.587E'_{G}+0.866E'_{B}\end{aligned}}\right.}
Haciendo la suposición de que los valores de las señales están normalizados a la unidad (nivel máximo de 1,0 V), los valores que se obtienen para los colores blanco, negro, los colores primarios saturados y sus complementarios se muestran en la tabla:
| Color    | {\displaystyle E'_{R}} | {\displaystyle E'_{G}} | {\displaystyle E'_{B}} | {\displaystyle E'_{Y}} | {\displaystyle E'_{R}-E'_{Y}} | {\displaystyle E'_{B}-E'_{Y}} |
| -------- | ---------------------- | ---------------------- | ---------------------- | ---------------------- | ----------------------------- | ----------------------------- |
| Blanco   | 1,0                    | 1,0                    | 1,0                    | 1,0                    | 0                             | 0                             |
| Negro    | 0                      | 0                      | 0                      | 0                      | 0                             | 0                             |
| Rojo     | 1,0                    | 0                      | 0                      | 0,299                  | 0,701                         | -0,299                        |
| Verde    | 0                      | 1,0                    | 0                      | 0,587                  | -0,587                        | -0,587                        |
| Azul     | 0                      | 0                      | 1,0                    | 0,114                  | -0,114                        | 0,886                         |
| Amarillo | 1,0                    | 1,0                    | 0                      | 0,886                  | 0,114                         | -0,886                        |
| Cian     | 0                      | 1,0                    | 1,0                    | 0,701                  | -0,701                        | 0,299                         |
| Magenta  | 1,0                    | 0                      | 1,0                    | 0,413                  | 0,587                         | -0,587                        |

### Construcción de señales de diferencia de color renormalizadas
Aunque los valores de {\displaystyle \scriptstyle E_{Y}'} están en el rango de 1 a 0 V, la señal {\displaystyle \scriptstyle (E'_{R}-E'_{Y})} tiene un rango que va de -0,701 a +0,701 V y la señal restante de color {\displaystyle \scriptstyle (E'_{B}-E'_{Y})} oscila entre -0,886 y +0,886. Para hacer que estas señales de crominancia oscilen entre -0,5 y +0,5 V, las señales de diferencia de color renormalizadas {\displaystyle \scriptstyle E'_{C_{R}}} y {\displaystyle \scriptstyle E'_{C_{B}}} deben definirse como sigue:
{\displaystyle \left\{{\begin{aligned}E'_{C_{R}}={\cfrac {E'_{R}-E'_{Y}}{1,402}}\\\\E'_{C_{B}}={\cfrac {E'_{B}-E'_{Y}}{1,772}}\end{aligned}}\right.}

### Conversión A/D (Analógica/Digital)
Los componentes cromáticos de la imagen, provenientes de la cámara de televisión son matrizados como se explicó previamente. El ancho de banda de la señal de luminancia es limitado a 5,75 MHz mediante filtros paso-bajo y las señales de crominancia se limitan a 2,75 MHz. Las señales filtradas son muestreadas mediante convertidores A/D. La frecuencia de muestreo para la luminancia es de 13,5 MHz y las señales de crominancia a la mitad de esta frecuencia: 6,75 MHz. Los convertidores pueden tener una resolución de 8 o 10 bits. En este último caso, la velocidad de datos es 270 Mbps, conveniente para su distribución en el estudio de televisión, pero demasiado para su transmisión mediante las tecnologías existentes. Las muestras son multiplexadas alternando las muestras de la señal de luminancia y una de las dos de crominancia. A este muestreo se llama resolución o submuestreo 4:2:2, en comparación con el que existe a la salida de la cámara de televisión, después del matrizado, que es 4:4:4.
Dentro del tren de datos, el inicio y fin de la señal de vídeo activo están señalados por las marcas SAV (Start of active video, Inicio de vídeo activo) y EAV (End of active video, Fin del vídeo activo). Entre una marca EAV, al final de una trama de datos y la SAV, al inicio de la siguiente, solo existe el intervalo de borrado horizontal y no hay pulsos de sincronismo en los datos de vídeo, por lo que se pueden transmitir señales adicionales entre las dos marcas, como audio incorporado.

### Cuantificación
En el caso de cuantificación de 8 o 10 bits, para niveles iguales de cuantificación, obtenemos un rango 256 o 1024 niveles. En el caso de sistemas 4:2:2, el nivel 0 y el 255 están reservados para datos de sincronismo, mientras que los niveles 1 al 254 están disponibles para vídeo. Dado que la señal de luminancia ocupa únicamente 220 niveles (8 bits) u 877 (10 bits), para proveer de márgenes de trabajo, y que el nivel negro se encuentre en el nivel 16, el valor decimal de la señal de luminancia cuantificada, {\displaystyle \scriptstyle Y} es:
{\displaystyle Y={\dfrac {ENTERO\{(219*E'_{Y}+16)*D\}}{D}}}

donde D puede valer 1 o 4, según si la cuantificación es de 8 o 10 bits. La función ENTERO{} extrae el valor entero del número calculado entre corchetes. 
De forma similar, dado que la señal diferencia de color ocupa 225 (8 bits) o 897 (10 bits) niveles y que el nivel 0 se convierte en el nivel 128, los valores decimales de las señales cuantificadas de diferencia de color, {\displaystyle \scriptstyle C_{R}} y {\displaystyle \scriptstyle C_{B}} son:
{\displaystyle \left\{{\begin{aligned}C_{R}={\dfrac {ENTERO\{(224*(E'_{C_{R}})+128)*D\}}{D}}\\\\C_{B}={\dfrac {ENTERO\{(224*(E'_{C_{B}})+128)*D\}}{D}}\end{aligned}}\right.}

Debido a la necesidad de crear márgenes de seguridad para las señales {\displaystyle \scriptstyle Y}, {\displaystyle \scriptstyle C_{B}}, {\displaystyle \scriptstyle C_{R}}, y que estas tienen una rango de valores de 220 y 225 (para las dos señales de color) respectivamente, se concluye que el número de colores {\displaystyle \scriptstyle N} representados en el espacio de color YCbCr es menor que el de RGB. Este es el cálculo en cada espacio de color, para 8 bits. 
{\displaystyle \left\{{\begin{aligned}N_{RGB}=256*256*256=16.777.216\\\\N_{YC_{B}C_{R}}=220*225*225=11.137.500\end{aligned}}\right.}

Hay que tener en cuenta que no todos los 11 millones de valores son válidos, ya que se pueden obtener valores negativos de R, G y B. A este efecto se le denomina error de Gamut en RGB.

### Construcción de las señales digitales
En el caso donde las componentes son directamente derivadas de las componentes de señal gamma pre-corregidas {\displaystyle \scriptstyle E'_{R}}, {\displaystyle \scriptstyle E'_{G}} y {\displaystyle \scriptstyle E'_{B}}, o directamente generadas de forma digital, entonces la cuantificación y codificación deben ser equivalentes a:
{\displaystyle \left\{{\begin{array}{rcr}E'_{R_{D}}&=&{\dfrac {ENTERO\{(219*E'_{R}+16)*D\}}{D}}\\&&\\E'_{G_{D}}&=&{\dfrac {ENTERO\{(219*E'_{G}+16)*D\}}{D}}\\&&\\E'_{B_{D}}&=&{\dfrac {ENTERO\{(219*E'_{B}+16)*D\}}{D}}\end{array}}\right.}
Entonces:
{\displaystyle \left\{{\begin{array}{lcr}Y={\cfrac {77}{256}}*E'_{R_{D}}+{\cfrac {150}{256}}*E'_{G_{D}}+{\cfrac {29}{256}}*E'_{B_{D}}\\&&\\C_{R}={\cfrac {131}{256}}*E'_{R_{D}}-{\cfrac {110}{256}}*E'_{G_{D}}-{\cfrac {21}{256}}*E'_{B_{D}}+128\\&&\\C_{B}=-{\cfrac {44}{256}}*E'_{R_{D}}-{\cfrac {87}{256}}*E'_{G_{D}}+{\cfrac {131}{256}}*E'_{B_{D}}+128\end{array}}\right.}

tomando los coeficientes enteros más cercanos, sobre la base de 8 bits. Para obtener las componentes {\displaystyle \scriptstyle Y}, {\displaystyle \scriptstyle C_{R}} y {\displaystyle \scriptstyle C_{B}} por submuestreo de 4:2:2 (muestreo de los dos componentes de crominancia a la mitad de la velocidad de luminancia), se debe realizarse el filtrando de paso-bajo y sub-muestrear las señales {\displaystyle \scriptstyle C_{R}} y {\displaystyle \scriptstyle C_{B}} de submuestreo de 4:4:4 (muestreo de los componentes a la misma velocidad).

### Limitando las señales de luminancia y crominancia
La codificación digital en forma de señales {\displaystyle \scriptstyle Y}, {\displaystyle \scriptstyle C_{R}} y {\displaystyle \scriptstyle C_{B}}, pueden representar una gama de valores mayor de las que pueden ser soportadas por los correspondientes rangos de señales R, G y B. De esta forma, cuando la señal es convertida a RGB, puede resultar con valores fuera del rango de definición. Entonces resulta conveniente limitar los valores de {\displaystyle \scriptstyle Y}, {\displaystyle \scriptstyle C_{R}} y {\displaystyle \scriptstyle C_{B}} para evitar dicho problema.